# Albert Ballin

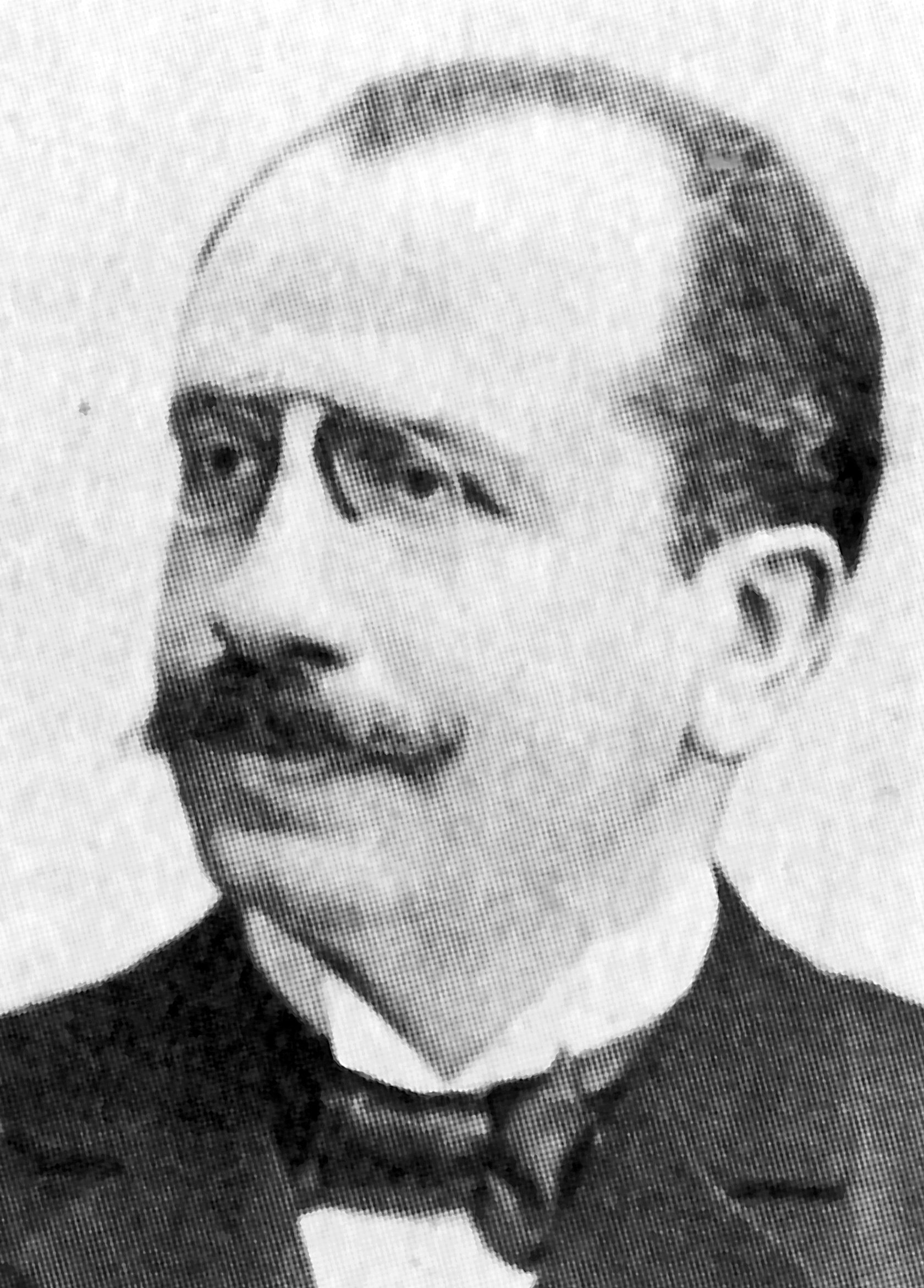
Albert Ballin.

Albert Ballin, född 15 augusti 1857, död 9 november 1918, var en tysk skeppsredare.
Ballin organiserade Hamburg-Amerikalinjens fraktlinjenät, och blev senare generaldirektör för samma rederi. Han införde kombinerade passagerar- och lastfartyg och utvecklade linjens passagerarfartyg till snabbgående oceanjättar. Genom Ballins stora energi och skarpa affärshuvud fördes Hamburg-Amerikalinjen (HAPAG) fram till den 1914 erkänt främsta rederiorganisationen i världen. Före och under första världskriget var Ballin en betrodd rådgivare till Vilhelm II i ekonomiska och handelspolitiska frågor.
Ballin har givit namn åt BallinStadt.